# Speaker della Camera dei comuni (Canada)
Lo Speaker della Camera dei comuni (in inglese: Speaker of the House of Commons, in francese: Président de la Chambre des communes) è il presidente della Camera dei comuni, la camera bassa del Parlamento del Canada. Viene eletto dai parlamentari all'inizio di ogni Parlamento.
Il 38º e attuale speaker è Greg Fergus, dal 3 ottobre 2023.

## Ruolo
In Canada è responsabilità dello speaker gestire la Camera dei Comuni e supervisionare il suo personale. È anche dovere dello speaker fungere da collegamento con il Senato e la Corona. 

## Elezione

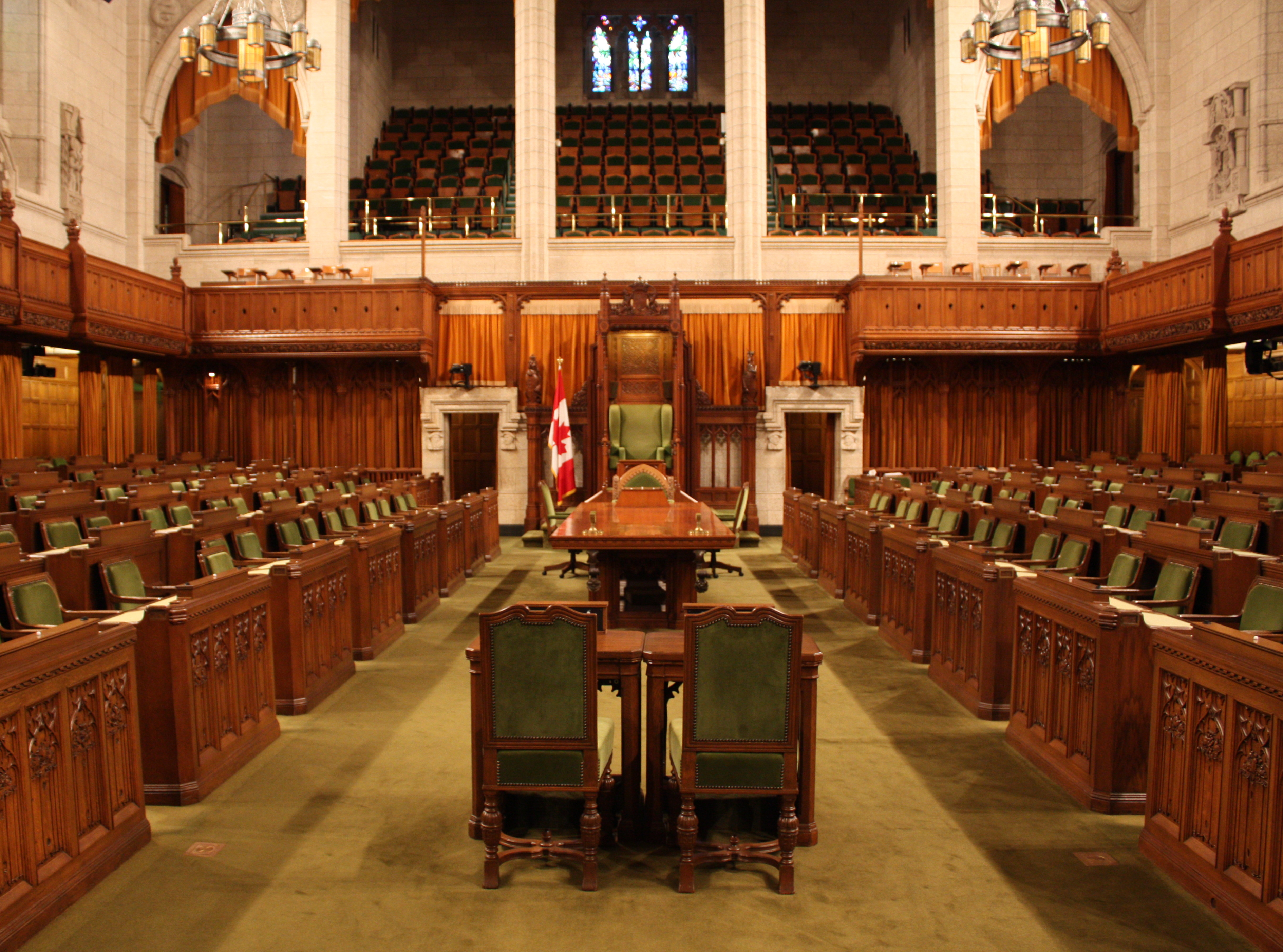
La camera della Camera dei Comuni; la sedia dello Speakerè in primo piano e al centro della stanza.

Sebbene la Costituzione richieda che lo speaker sia eletto dalla Camera dei Comuni, tradizionalmente ciò equivaleva all'approvazione di un deputato nominato dal primo ministro. Tuttavia, nel 1986 la situazione è stata modificata ed ora lo speaker è eletto a scrutinio segreto. Lo speaker rimane un deputato in carica, ma vota solo in caso di parità.

## Elenco degli speaker
Partiti politici: 

  Partito Liberale del Canada
  Partiti conservatori storici: Liberal-Conservatore, Conservatore, Unionista, National Liberal and Conservative, Conservatore Progressista
  Partito Conservatore del Canada 

  Blocco del Québec
Status: 

  Speaker ad interim
| N° | Immagine | Speaker                                | Mandato           | Mandato           | Partito      | Partito                   | Parlamento |
| N° | Immagine | Speaker                                | Inizio            | Fine              | Partito      | Partito                   | Parlamento |
| -- | -------- | -------------------------------------- | ----------------- | ----------------- | ------------ | ------------------------- | ---------- |
| 1  |          | James Cockburn (1818-1883)             | 6 novembre 1867   | 5 marzo 1874      |              | Conservatore              | 1°         |
| 1  | 2°       | James Cockburn (1818-1883)             | 6 novembre 1867   | 5 marzo 1874      |              | Conservatore              |            |
| 2  |          | Timothy Anglin (1822-1896)             | 26 marzo 1874     | 12 febbraio 1879  |              | Liberale                  | 3°         |
| 3  |          | Joseph-Goderic Blanchet (1829-1890)    | 13 febbraio 1879  | 7 febbraio 1883   |              | Liberal-Conservatore      | 4°         |
| 4  |          | George Airey Kirkpatrick (1841-1899)   | 8 febbraio 1883   | 12 luglio 1887    |              | Conservatore              | 5°         |
| 4  | 6°       | George Airey Kirkpatrick (1841-1899)   | 8 febbraio 1883   | 12 luglio 1887    |              | Conservatore              |            |
| 5  |          | Joseph-Aldric Ouimet (1848-1916)       | 13 luglio 1887    | 28 luglio 1891    |              | Liberal-Conservatore      |            |
| 5  | 7°       | Joseph-Aldric Ouimet (1848-1916)       | 13 luglio 1887    | 28 luglio 1891    |              | Liberal-Conservatore      |            |
| 6  |          | Peter White (1838-1906)                | 29 luglio 1891    | 18 agosto 1896    |              | Conservatore              |            |
| 7  |          | James David Edgar (1841-1899)          | 19 agosto 1896    | 31 luglio 1899    |              | Liberale                  | 8°         |
| 8  |          | Thomas Bain (1834-1915)                | 1 agosto 1899     | 5 febbraio 1901   |              | Liberale                  | 8°         |
| 9  |          | Louis-Philippe Brodeur (1862-1924)     | 6 febbraio 1901   | 18 gennaio 1904   |              | Liberale                  | 9°         |
| 10 |          | Napoléon Belcourt (1860-1932)          | 10 marzo 1904     | 10 gennaio 1905   |              | Liberale                  | 9°         |
| 11 |          | Robert Franklin Sutherland (1859-1922) | 11 gennaio 1905   | 19 gennaio 1909   |              | Liberale                  | 10°        |
| 12 |          | Charles Marcil (1860-1937)             | 20 gennaio 1909   | 14 novembre 1911  |              | Liberale                  | 11°        |
| 13 |          | Thomas Simpson Sproule (1843-1917)     | 15 novembre 1911  | 2 dicembre 1915   |              | Conservatore              | 12°        |
| 14 |          | Albert Sévigny (1881-1961)             | 12 gennaio 1916   | 7 gennaio 1917    |              | Conservatore              | 12°        |
| 15 |          | Edgar Nelson Rhodes (1877-1942)        | 18 gennaio 1917   | 5 marzo 1922      |              | Conservatore              | 12°        |
| 15 | 13°      | Edgar Nelson Rhodes (1877-1942)        | 18 gennaio 1917   | 5 marzo 1922      |              | Conservatore              |            |
| 16 |          | Rodolphe Lemieux (1866-1937)           | 8 marzo 1922      | 2 giugno 1930     |              | Liberale                  | 14°        |
| 16 | 15°      | Rodolphe Lemieux (1866-1937)           | 8 marzo 1922      | 2 giugno 1930     |              | Liberale                  |            |
| 16 | 16°      | Rodolphe Lemieux (1866-1937)           | 8 marzo 1922      | 2 giugno 1930     |              | Liberale                  |            |
| 17 |          | George Black (1873-1965)               | 8 settembre 1930  | 16 gennaio 1935   |              | Conservatore              | 17°        |
| 18 |          | James Langstaff Bowman (1879-1951)     | 17 gennaio 1935   | 5 febbraio 1936   |              | Conservatore              | 17°        |
| 19 |          | Pierre-François Casgrain (1886-1950)   | 6 febbraio 1936   | 10 maggio 1940    |              | Liberale                  | 18°        |
| 20 |          | James Allison Glen (1877-1950)         | 16 maggio 1940    | 5 settembre 1945  |              | Liberale                  | 19°        |
| 21 |          | Gaspard Fauteux (1898-1963)            | 6 settembre 1945  | 14 settembre 1949 |              | Liberale                  | 20°        |
| 22 |          | William Ross Macdonald (1891-1976)     | 15 settembre 1949 | 11 giugno 1953    |              | Liberale                  | 21°        |
| 23 |          | Louis-René Beaudoin (1912-1970)        | 12 novembre 1953  | 13 ottobre 1957   |              | Liberale                  | 22°        |
| 24 |          | Roland Michener (1900-1991)            | 14 ottobre 1957   | 26 settembre 1962 |              | Conservatore Progressista | 23°        |
| 24 | 24°      | Roland Michener (1900-1991)            | 14 ottobre 1957   | 26 settembre 1962 |              | Conservatore Progressista |            |
| 25 |          | Marcel Lambert (1919-2000)             | 27 settembre 1962 | 15 maggio 1963    |              | Conservatore Progressista | 25°        |
| 26 |          | Alan Macnaughton (1903-1999)           | 16 maggio 1963    | 17 gennaio 1966   |              | Liberale                  | 26°        |
| 27 |          | Lucien Lamoureux (1920-1998)           | 18 gennaio 1966   | 29 settembre 1974 |              | Liberale                  | 27°        |
| 27 |          | Lucien Lamoureux (1920-1998)           | 18 gennaio 1966   | 29 settembre 1974 | Indipendente | 28°                       |            |
| 27 | 29°      | Lucien Lamoureux (1920-1998)           | 18 gennaio 1966   | 29 settembre 1974 | Indipendente |                           |            |
| 28 |          | James Jerome (1933-2005)               | 30 settembre 1974 | 14 dicembre 1979  |              | Liberale                  | 30°        |
| 28 | 31°      | James Jerome (1933-2005)               | 30 settembre 1974 | 14 dicembre 1979  |              | Liberale                  |            |
| 29 |          | Jeanne Sauvé (1922-1993)               | 14 aprile 1980    | 15 gennaio 1984   |              | Liberale                  | 32°        |
| 30 |          | Lloyd Francis (1920-2007)              | 16 gennaio 1984   | 4 novembre 1984   |              | Liberale                  | 32°        |
| 31 |          | John Bosley (1947-2022)                | 5 novembre 1984   | 29 settembre 1986 |              | Conservatore Progressista | 33°        |
| 32 |          | John Allen Fraser (1931-2024)          | 30 settembre 1986 | 16 gennaio 1994   |              | Conservatore Progressista | 33°        |
| 32 | 34°      | John Allen Fraser (1931-2024)          | 30 settembre 1986 | 16 gennaio 1994   |              | Conservatore Progressista |            |
| 33 |          | Gilbert Parent (1935-2009)             | 17 gennaio 1994   | 28 gennaio 2001   |              | Liberale                  | 35°        |
| 33 | 36°      | Gilbert Parent (1935-2009)             | 17 gennaio 1994   | 28 gennaio 2001   |              | Liberale                  |            |
| 34 |          | Peter Milliken (1946-)                 | 29 gennaio 2001   | 2 giugno 2011     |              | Liberale                  | 37°        |
| 34 | 38°      | Peter Milliken (1946-)                 | 29 gennaio 2001   | 2 giugno 2011     |              | Liberale                  |            |
| 34 | 39°      | Peter Milliken (1946-)                 | 29 gennaio 2001   | 2 giugno 2011     |              | Liberale                  |            |
| 34 | 40°      | Peter Milliken (1946-)                 | 29 gennaio 2001   | 2 giugno 2011     |              | Liberale                  |            |
| 35 |          | Andrew Scheer (1979-)                  | 2 giugno 2011     | 2 dicembre 2015   |              | Conservatore              | 41°        |
| 36 |          | Geoff Regan (1959-)                    | 3 dicembre 2015   | 5 dicembre 2019   |              | Liberale                  | 42°        |
| 37 |          | Anthony Rota (1961-)                   | 5 dicembre 2019   | 27 settembre 2023 |              | Liberale                  | 43°        |
| 37 | 44°      | Anthony Rota (1961-)                   | 5 dicembre 2019   | 27 settembre 2023 |              | Liberale                  |            |
| –  |          | Louis Plamondon (1943-)                | 27 settembre 2023 | 3 ottobre 2023    |              | Blocco del Québec         |            |
| 38 |          | Greg Fergus (1969-)                    | 3 ottobre 2023    | In carica         |              | Liberale                  |            |